# Поворот не туда 4: Кровавое начало
«Поворот не туда 4: Кровавое начало» (англ. Wrong Turn 4: Bloody Beginnings) — американский слэшер 2011 года, снятый и написанный Декланом О’Брайеном. В главных ролях: Дженни Пудавик, Теника Дэвис, Кейтлин Либ, Терра Внеса и Виктор Зинк-младший.
Это четвёртая часть серии фильмов «Поворот не туда» и послужила приквелом к оригинальному фильму «Поворот не туда». Фильм собрал 3 600 000 долларов от продаж видеоносителей.
Он был выпущен на DVD и Blu-ray дисках 25 октября 2011 года и получил смешанные отзывы критиков.
За фильмом последовал «Поворот не туда 5: Кровное родство» (2012).

## Сюжет
В 1974 году в психиатрической лечебнице Гленвилл в Западной Виргинии трое братьев-мутантов — Трёхпалый, Пилозубый и Одноглазый, известные как братья Хилликеры, совершили побег из своих камер и освободили других пациентов. Вместе они устраивают бунт и жестоко убивают всех санитаров и персонал лечебницы.
29 лет спустя, в 2003 году, девять студентов Уэстонского Университета — Кениа, Дженна, Винсент, Сара, Бриджет, Кайл, Клэр, Дэниэл и Лорен — проводят свои зимние каникулы катаясь на снегоходах в хижине своего друга Портера в горах. Но во время очередной прогулки на снегоходах ребята заблуждаются в лесу из-за снежной бури. Они решают переждать бурю в заброшенной лечебнице Гленвилл, где живут братья Хилликеры. Лорен пытается отговорить ребят туда идти, но друзья настаивают на своём.
Когда группа, зайдя в лечебницу, собирается ложиться спать, Винсент решает исследовать лечебницу и вскоре натыкается на труп Портера, после чего на Винсента нападает Пилозубый и убивает его металлическим шипом. На следующий день группа понимает, что им придётся задержаться здесь дольше, чем они планировали, так как буря ещё продолжается. Чуть позже Дженна натыкается на братьев Хилликеров, разделывающих труп Портера на кухне, и бежит обратно, чтобы предупредить остальных.
Внезапно Хилликеры нападают на студентов, кидают в них отрубленную голову Портера, ловят Клэр и подвешивают её на балконе, после чего обезглавливают её. Студенты пытаются сбежать на снегоходах, но провода от свечей зажигания оказываются похищены. Тогда Лорен спускается на лыжах вниз по горе, чтобы найти помощь, в то время как остальные студенты баррикадируются в кабинете врача.
Кайл, Дэниэл и Сара спускаются в подвал за оружием, но Хилликеры похищают Дэниэла и заживо сжирают его на кухне. Студенты начинают преследовать братьев и вскоре запирают их в камере. Кайл остаётся сторожить братьев у камеры, пока остальные студенты отправляются на поиски свечей зажигания. Когда Кайл засыпает, братья сбегают из камеры, и девушки случайно закалывают Кайла до смерти, приняв его за одного из братьев.
Появляются братья и начинают преследовать девушек по всему зданию, вынуждая их сбежать через окно, но братья догоняют Дженну и убивают её до того, как она успевает сбежать. Оставшиеся девушки попадают в засаду братьев, которые используют их снегоходы для преследования. Кениа оказывается ранена, а Одноглазый убивает Бриджет.
Тем временем Лорен замерзает насмерть недалеко от шоссе. Одноглазый продолжает преследовать Кению, но на помощь приходит Сара и сбивает Одноглазого со снегохода, что позволяет девушкам угнать его и сбежать. Но на пути девушек появляется ловушка из колючей проволоки, которая отсекает им головы. Трёхпалый находит головы Кении и Сары, кладёт их в свой эвакуатор и уезжает на нём вместе с братьями.

## В ролях
| Актёр               | Роль                     |
| ------------------- | ------------------------ |
| Шон Скин            | «Трёхпалый»/Винсент      |
| Дэниэл Скин         | «Одноглазый»             |
| Скотт Джонсон       | «Пилозубый»              |
| Блэйн Сипурда       | «Трёхпалый» (8 лет)      |
| Тристан Карлучи     | «Одноглазый» (9 лет)     |
| Брайан Верот        | «Пилозубый» (10 лет)     |
| Дженни Пудавик      | Кениа                    |
| Теника Дэвис        | Сара                     |
| Кэйтлин Вонг        | Бриджет                  |
| Терра Внеса         | Дженна                   |
| Виктор Зинк-младший | Кайл                     |
| Дин Армстронг       | Дэниэл                   |
| Али Татарин         | Лорен                    |
| Саманта Кэндрик     | Клэр                     |
| Кристен Харрис      | Доктор Анн Мари МакГвайд |
| Арн МакФерсон       | Доктор Брендан Райан     |

## Производство
Дженнифер Пудавик и Теника Дэвис были выбраны на главные роли в конце ноября 2010 года. В начале декабря того же года к ним присоединились Кейтлин Либ и Терра Внеса, также в главных ролях. Съёмки фильма проходили в городах Виннипег и Манитоба в Канаде. Большая часть фильма была снята в заброшенном центре психического здоровья Брэндона в Манитобе.

## Выпуск
«Поворот не туда 4: Кровавое начало» был выпущен на DVD и Blu-ray 25 октября 2011 года. Фильм вошел в чарт DVD тринадцатой строчкой, продав 45 928 копий за первую неделю. На сегодняшний день в США продано 143 000 единиц фильма, а кассовые сборы достигли 3,6 миллиона долларов.

## Отзывы
Фильм получил хоть и неоднозначные отзывы критиков, но они были выше, чем у первого и третьего фильма. Агрегатор обзоров Rotten Tomatoes сообщает, что 57 % из семи опрошенных критиков дали фильму положительную оценку; средний рейтинг 5,3/10. Стив Бартон из Dread Central оценил его на 2,5/5 звезд и назвал его « Конго слэшеров», объективно плохой фильм, который до сих пор приятно смотреть. Антон Битель из Little White Lies написал, что, хотя фильм дает то, чего хотят фанаты, персонажи взаимозаменяемы, а сюжет является производным. Уильям Биббиани из CraveOnline оценил его на 7,5/10 и написал: «Поворот не туда 4» - это тот фильм, который точно знает, что он такое, и предлагает не меньше, а иногда и немного больше". Чарльз Уэбб из Twitch Film написал: давняя серия ужасов уже достигла точки убывающей отдачи".